# Anel planetário

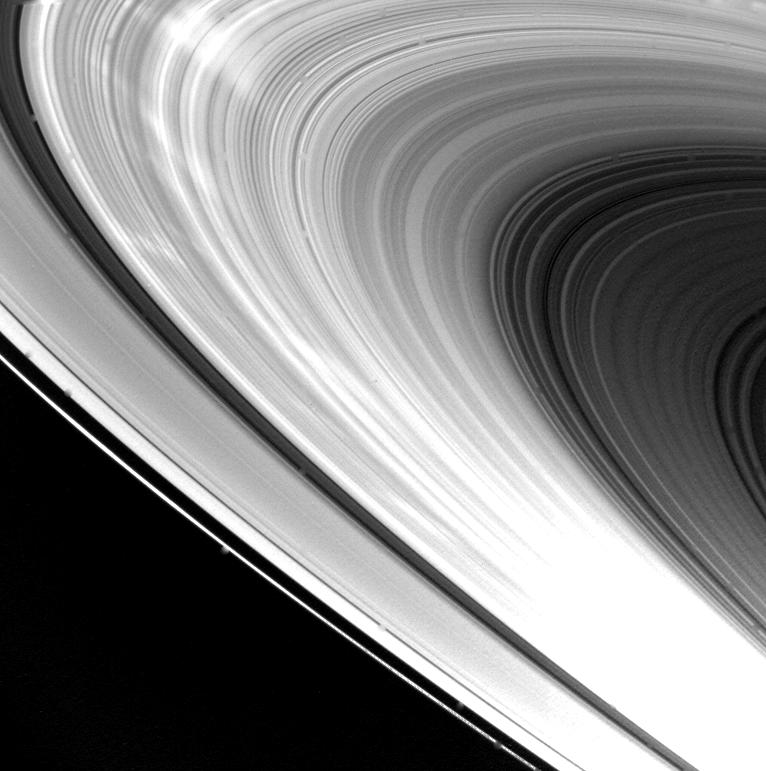
Os anéis de Saturno são um exemplo de anel planetário.

Um anel planetário é um anel formado de poeira interestelar e outras pequenas partículas que orbitam em torno de um planeta em uma aparência achatada de disco. Todos os gigantes gasosos do sistema solar possuem sistemas de anéis, sendo os de Saturno os mais extensivos e luminosos do sistema.
Também é sugerida a possibilidade de que satélites e corpos menores do Sistema Solar possam sustentar anéis, como é o caso de 10199 Cáriclo e da lua saturniana Reia (apesar do último caso ser contestado).

## Formação
Existem muitas teorias para explicar a formação de anéis planetários e diferentes formas de como um sistema de anéis pode ser formado, algumas delas são:
- Formado pelo material que sobrou da formação do planeta.[7][8]
- Formado pelo material de algum corpo que foi destruído por colisões ou pela força de maré ao atravessar o limite de Roche do planeta parente.[8][9][10]
- Formado pelo material expelido por alguma colisão em um objeto próximo.[8][10]

Todas essas teorias são possíveis origens para a formação dos anéis de Saturno e também servem para explicar a formação dos anéis de outros planetas do sistema solar. A força da maré em planetas como Saturno impede que as partículas nos anéis dos planetas se juntem para formar corpos maiores.

## Anéis Planetários no Sistema Solar

### Anéis de Saturno

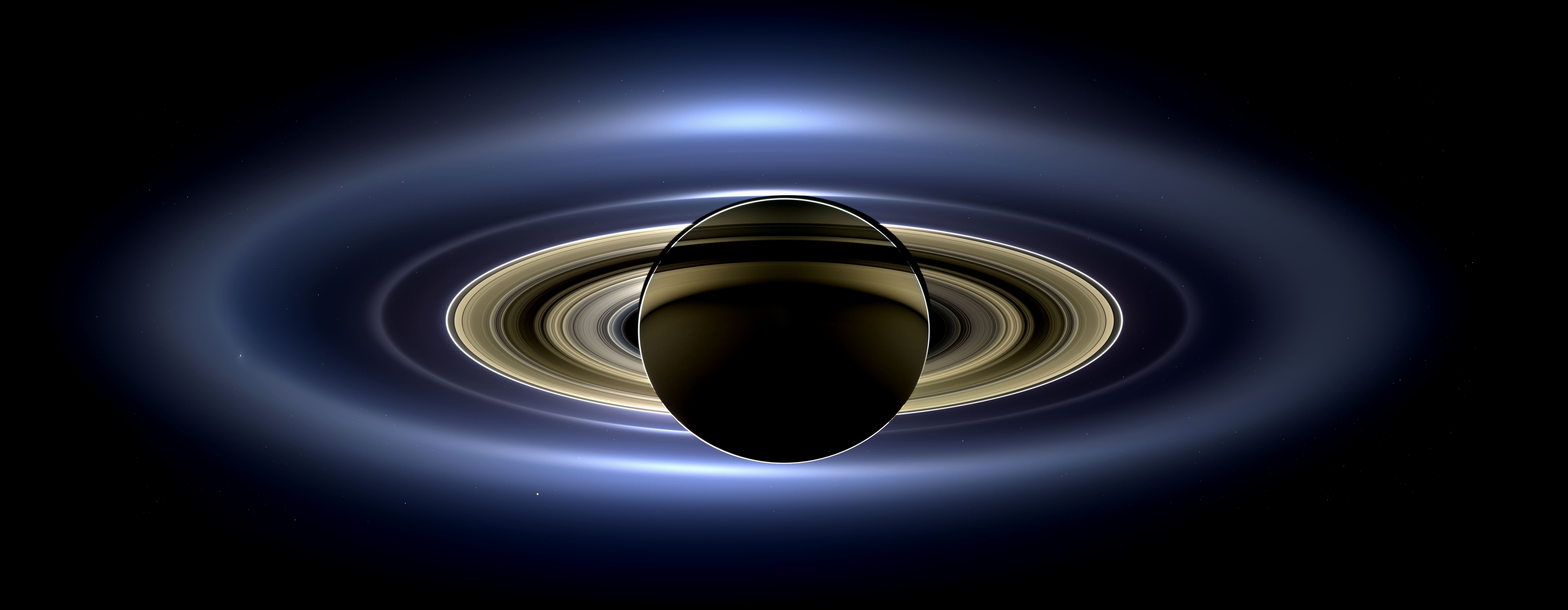
Mosaico completo das imagens feitas pela nave Cassini em 19 de julho, 2013. É possível observar os anéis do planeta refletindo a luz do eclipse solar.

Os anéis de Saturno são os mais extensivos, estendendo se até 482 000 km do planeta, e brilhantes do sistema solar, tão brilhantes que é possível observá-los da Terra com o auxílio de telescópios. O sistema é composto principalmente por partículas de gelo de água e material rochoso, variando de tamanho entre grãos de areia a montanhas.
Existem muitas teorias sobre a formação dos anéis de Saturno, podem ter sido formados por material deixados quando Saturno ainda estava se formando, apesar dessa teoria ser desfavorecida pelas evidências que os anéis possam ser mais jovens e da noção que o material em seus anéis seria contaminado e escurecido por detritos interplanetários. Outra teoria é que os anéis seriam formados por pedaços de cometas, asteroides e de satélites dilacerados pela gravidade do planeta.
Galileu Galilei foi a primeira pessoa a observar os anéis de Saturno ao apontar o seu telescópio para o planeta em 1610, apesar de não reconhecer o formato como sendo anéis. Foi apenas em 1655 que Christiaan Huygens propôs que Saturno era voltado por um disco.
Os anéis foram nomeados de acordo com a ordem de descobrimento, eles são, respectivamente, do mais próximo a Saturno ao mais distante: Anel D, Anel C, Anel B, Divisão de Cassini (uma lacuna de 4 700 km entre os anéis B e A), Anel A, Anel F, Anel G e finalmente Anel E. Existe um anel mais longe ainda na orbita da lua Febe, chamado de Anel de Febe, formado por material expelido pela lua.

### Anéis de Júpiter

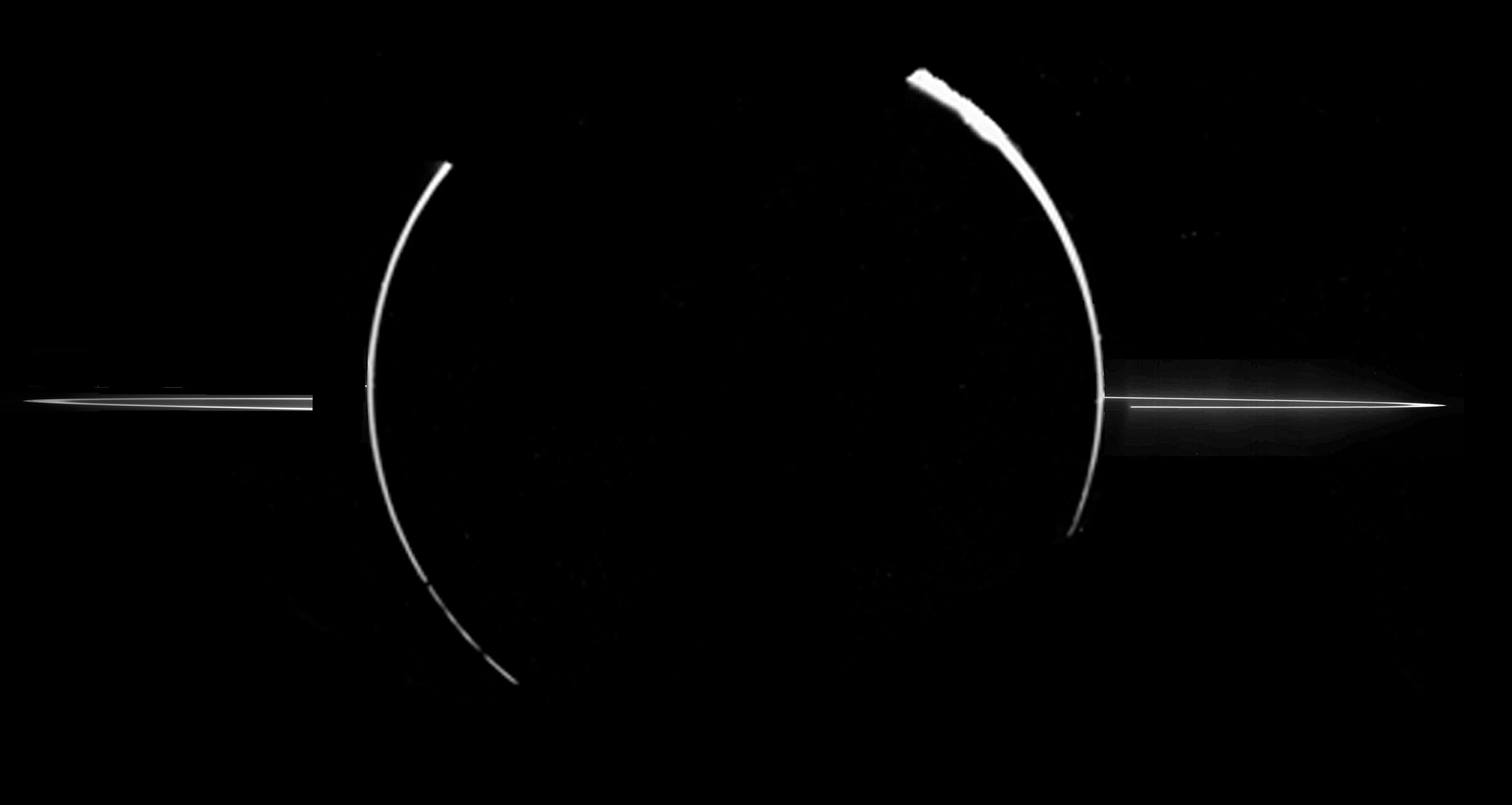
Mosaico completo das imagens feitas pela nave Galileo em 15 de setembro de 1998. Nele é possível observar o anel planetário joviano.

Os anéis de Júpiter são estreitos e escuros, se estendem até 280 000 km do planeta. Os anéis são tão finos que só é possível observá-los por trás de Júpiter quando são revelados pela iluminação do sol ou através de radiação infravermelha onde brilham fracamente. O sistema é composto principalmente por pequenas partículas de poeira e pequenos fragmentos de rocha.
É formado pela poeira expelida pelos satélites jovianos próximos quando são atingidos por meteoritos e o sistema está sendo constantemente reabastecido pelas luas.
As primeiras evidências de um anel em torno do planeta foram fotografadas pela sonda espacial Voyager I em 1979.
O sistema é composto por três partes principais (do mais próximo a Júpiter ao mais distante): o Halo, o Anel Principal e os Anéis Finos (correspondendo ao Anel de Amalteia e o Anel de Tebe).

### Anéis de Urano

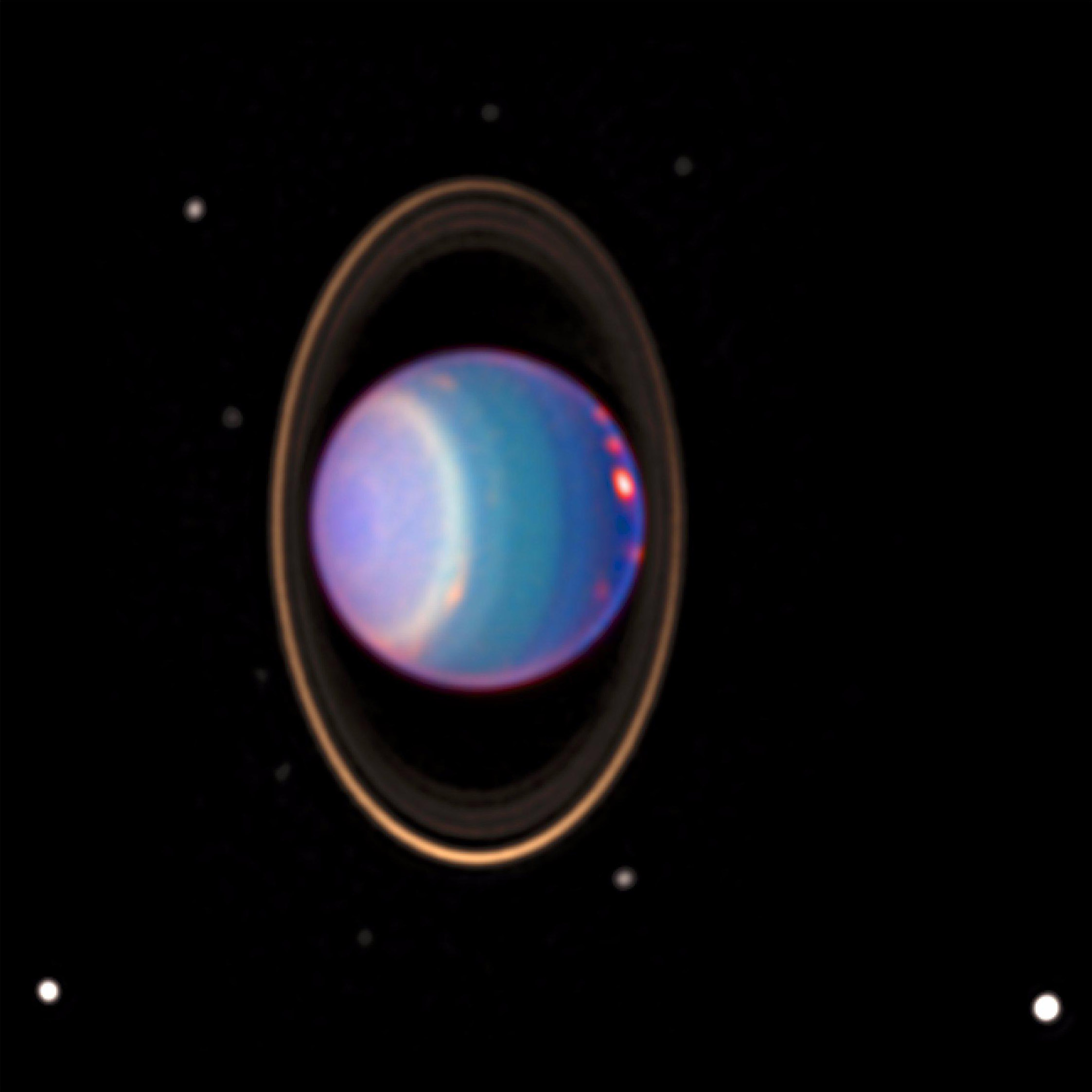
Imagem de Urano e seus anéis tirada pelo telescópio espacial Hubble

Os anéis de Urano são estreitos e extremamente escuro nos anéis interiores enquanto os exteriores são mais claros. Eles se estendem até 98 000 km do planeta. Os anéis são extremamente escuros, um dos materiais mais escuros do sistema solar, com apenas dois por cento da luz que cai sobre eles sendo refletida. Hipóteses sugerem que os anéis são compostos por matéria orgânica ou que os anéis são compostos por metano congelado que foi escurecido pela radiação do Sol ou de Urano.
Os anéis foram descobertos quando um grupo de cientistas trabalhando no Kuiper Airborne Observatory observava o planeta transitando pela estrela SAO 158687 quando os anéis começaram a obscurecer a luz da estrela em um evento conhecido como ocultação.
O sistema é composto principalmente por treze anéis (do mais próximo a Urano ao mais distante): 6, 5, 4, Alpha, Beta, Gamma, Delta, Lambda, Epsilon, Nu e Mu.

### Anéis de Netuno

Os anéis de Netuno capturados em imagem pela sonda Voyager II.

Os anéis de Netuno são similares aos anéis de Urano por serem escuros, provavelmente compostos por matéria orgânica, e aos anéis de Júpiter por conterem uma grande quantidade de poeira microscópica. Se estendem até 63.000 km do planeta.
Astrônomos começaram a procurar pela existência de anéis em Netuno imediatamente depois do seu descobrimento. Duas semanas depois da descoberta do planeta, o astrônomo William Lassell reportou que tinha achado anéis em volta do planeta, apesar desse avistamento ter sido possivelmente uma Ilusão de óptica. Os primeiros sinais da existência de um sistema de anéis foram observados em 1968 quando foi percebida uma diminuição de 30% da luz de uma estrela próxima. Era acreditado que os anéis eram arcos incompletos até que a sonda Voyager II tirou imagens do planeta e confirmou a existência dos anéis.
O sistema é composto por pelo menos seis anéis (do mais próximo a Netuno ao mais distante): Galle, LeVerrier, Lassell, Arago, um anel sem nome co-orbital com a lua Galateia e Adams. O sistema também possui quatro arcos: Liberté, Egalité, Fraternité e Courage.

### Anéis em outros objetos do Sistema Solar

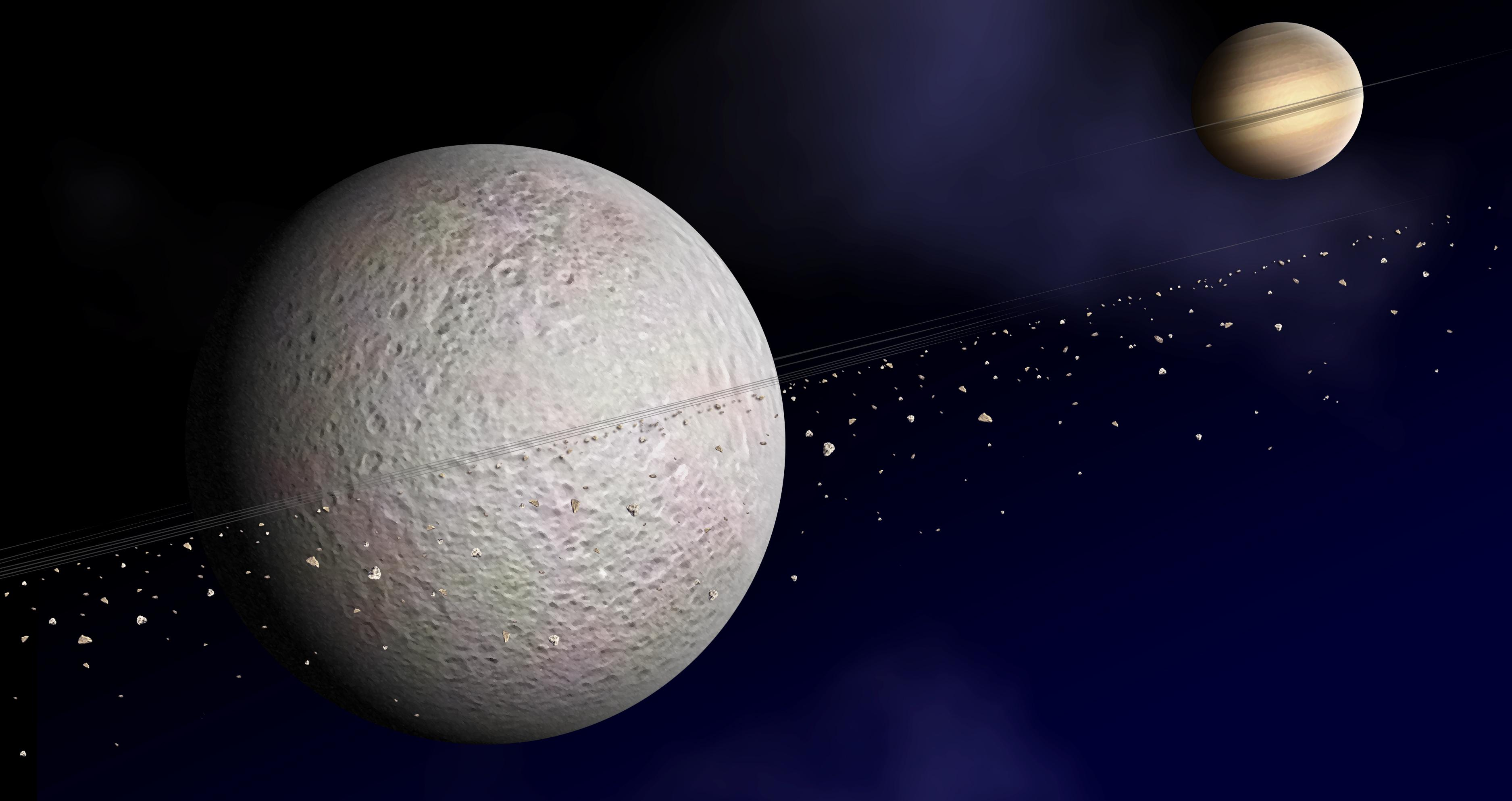
Representação artística dos anéis de Reia

Em 2008 foi evidenciado em um artigo da revista Science a possível existência de um sistema de anéis na lua saturniana Reia. A hipótese surgiu quando os instrumentos da sonda Cassini detectaram uma queda de partículas de elétrons em ambos os lados do satélite. Foi sugerida a possibilidade de partículas de poeira em volta da lua estarem bloqueando a detecção usual de elétrons.
Observações das imagens da sonda Cassini não encontraram evidência de poeira próximo da lua, possivelmente descartando a hipótese.
O primeiro corpo menor encontrado com anéis foi anunciado em 2013, em um artigo da revista Nature, o centauro 10199 Cáriclo, com um sistema consistindo em dois anéis com pelo menos 3 a 7 km de largura. É o quinto objeto descoberto no sistema solar com um sistema de anéis.
Em 2015, devido a observações de ocultações estelares pelo objeto 2060 Quíron, foi proposto que este corpo menor possui um sistema de anéis assim como o asteroide 10199 Cáriclo.
Em 2017 o planeta anão Haumea se tornou o primeiro objeto do cinturão de Kuiper descoberto com um sistema de anéis. De acordo com um artigo da revista Nature os anéis foram descobertos através da ocultação de uma estrela em que Haumea passava. O anel possui uma largura de 70 km e um raio de 2.287 km.
Em 2023 descobriu-se que o provável planeta anão Quaoar tem um anel amplamente separado, tornando assim o segundo objeto do cinturão de Kuiper descoberto com um sistema de anéis. O anel está a uma distância de mais de sete vezes o raio de Quaoar, mais que o dobro do máximo teórico anteriormente compreendido dentro do limite de Roche.

## Anéis Extrassolares

### Anéis de J1407b

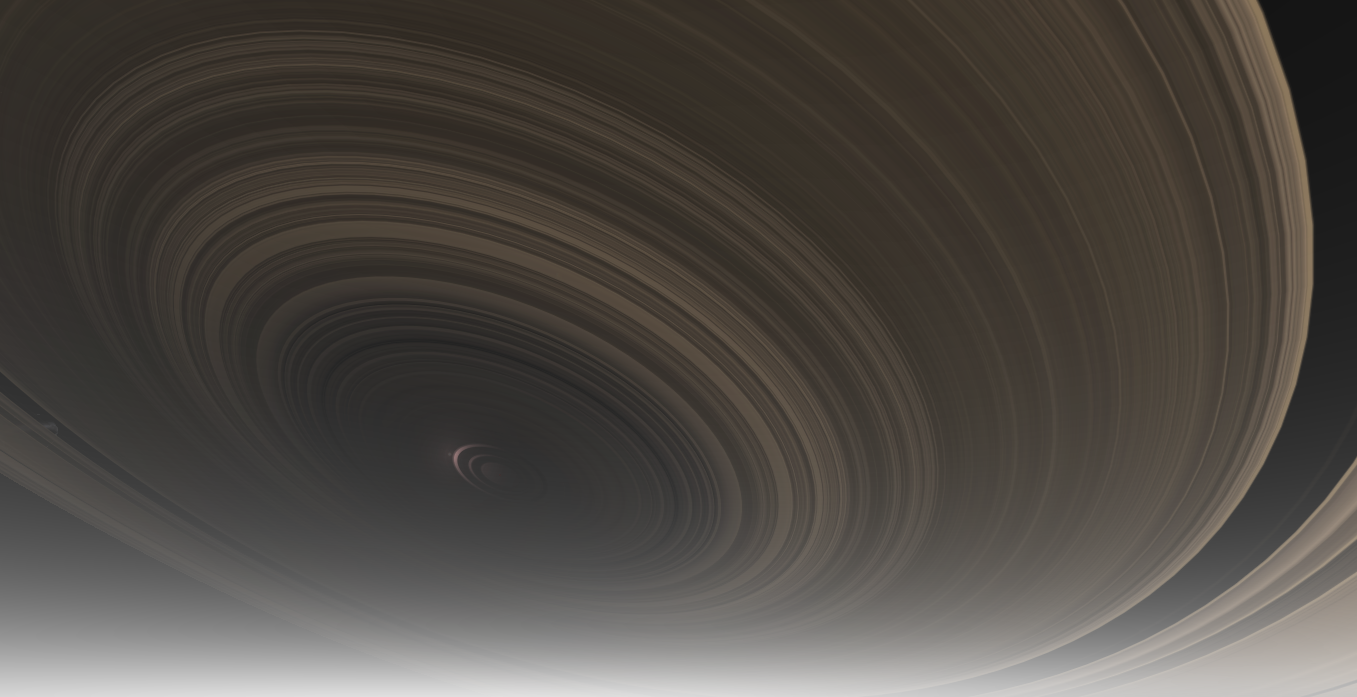
Representação artística de J1407b e o seu sistema de anéis.

Em 2012 foi descoberto o exoplaneta J1407b pelos astrônomos da Universidade de Rochester e Observatório de Leiden, possivelmente um jovem gigante gasoso ou uma estrela anã marrom, foi apelidado "Super Saturno" devido a extensão dos seus anéis. O sistema de anéis consiste em 30 anéis, cada um com mais de 10 milhões de km de diâmetro, também foi descoberto lacunas nos anéis do planeta, indicando a possibilidade da existência de satélites. O exoplaneta foi descoberto quando a luz da sua estrela parente, J1407, foi repetidamente ofuscada pelo sistema de anéis de J1407b por um longo período.

## Satélite Pastor

Prometeu (direita) pastoreando o Anel F de Saturno.

Os satélites pastores são os satélites próximos aos anéis que exercem influência nas partículas dos anéis. Os satélites em ressonância com o material nos anéis mantém a poeira dos discos confinados e os impede de dissipar através do efeito gravitacional exercido pela lua, esse processo é chamado de "pastoreio", por isso o nome "Satélite Pastor".
Exemplos de luas pastores são as luas uranianas Cordélia e Ofélia, Cordélia se encontra na parte interior do anel Epsilon e Ofélia se encontra no exterior, através do efeito gravitacional que ambas as luas exercem sobre a poeira dos anéis elas conseguem estreitar e manter os anéis no lugar. Outro exemplo de lua pastor é a lua saturniana Prometeu que pastoreia o Anel F do planeta.

## Galeria

Diagrama mostrando os anéis de Saturno.
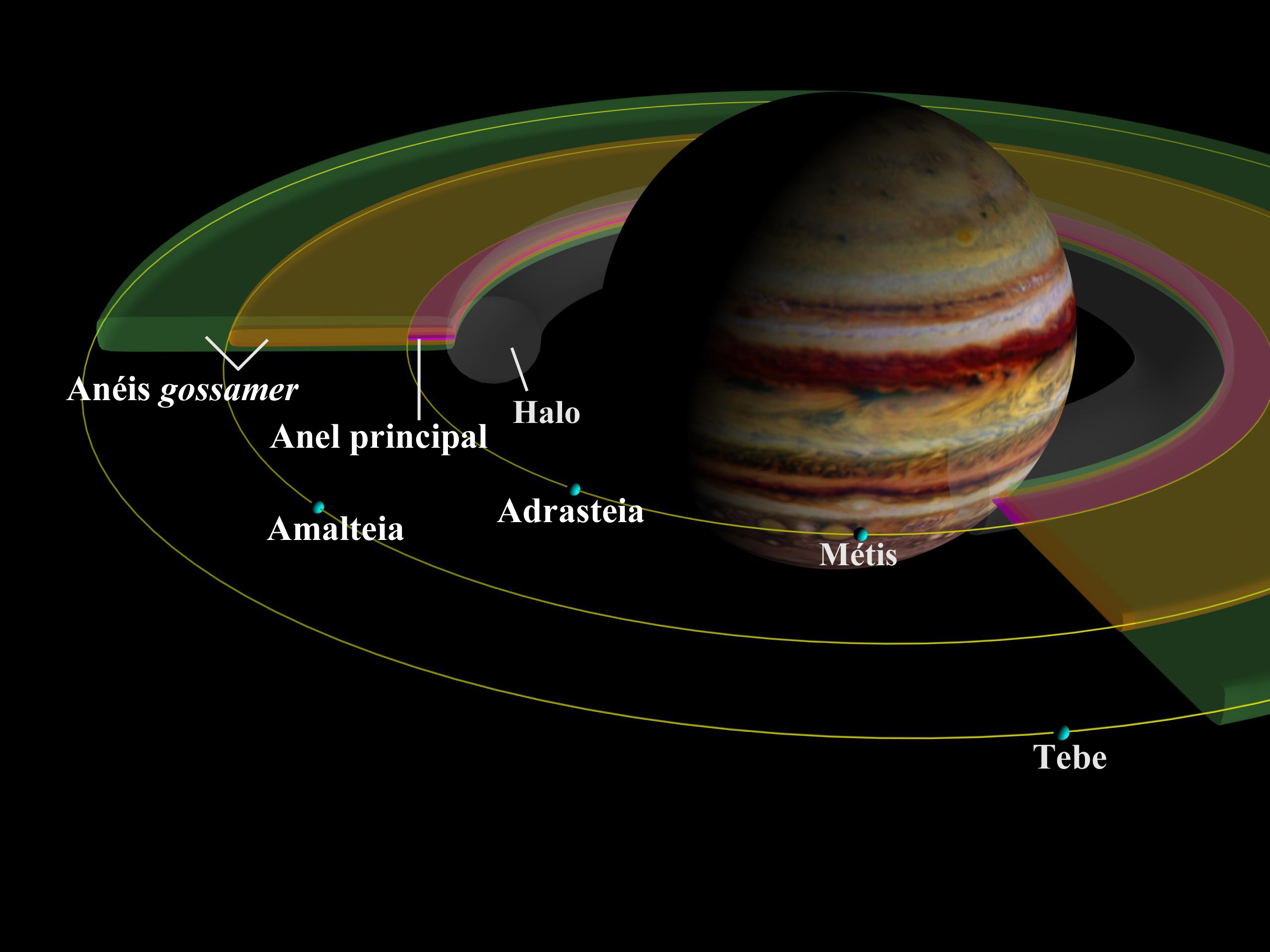
Diagrama mostrando os anéis de Júpiter.
Diagrama mostrando os anéis de Urano.
Diagrama mostrando os anéis de Netuno.
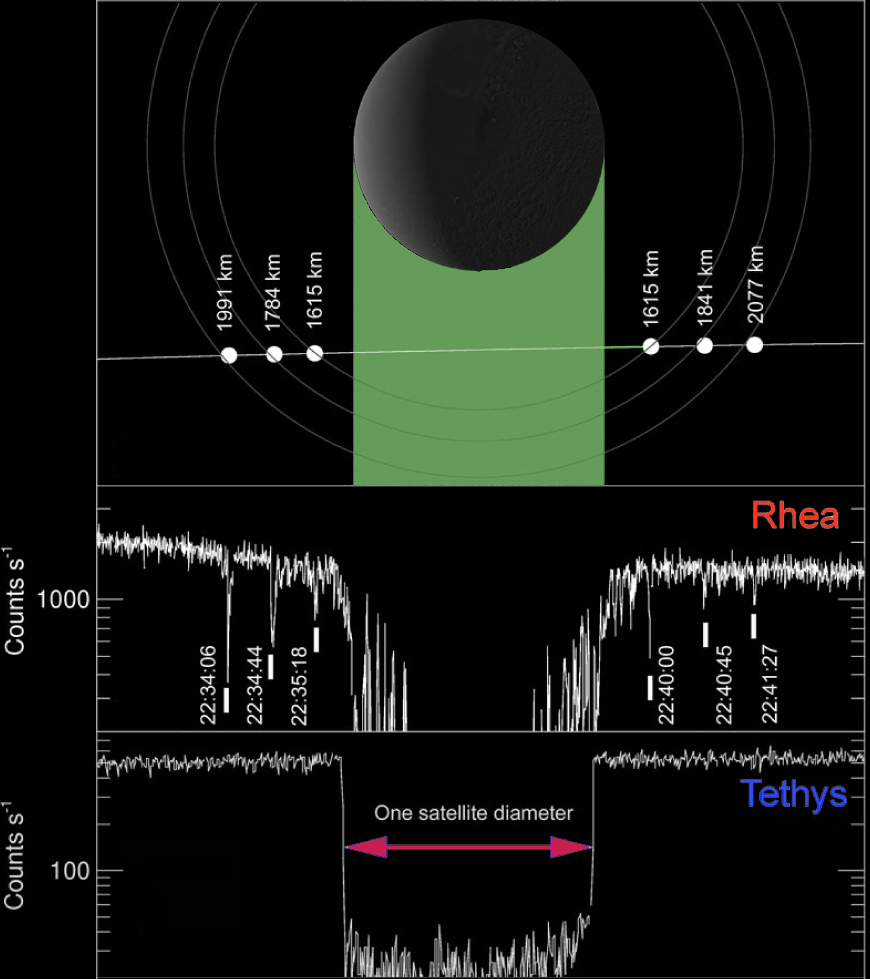
Gráfico mostrando a leitura dos instrumentos de Cassini. É possível observar quedas na detecção de partículas em uma região fora do diâmetro da lua.
Representação artística de 10199 Cáriclo e o seu anel.
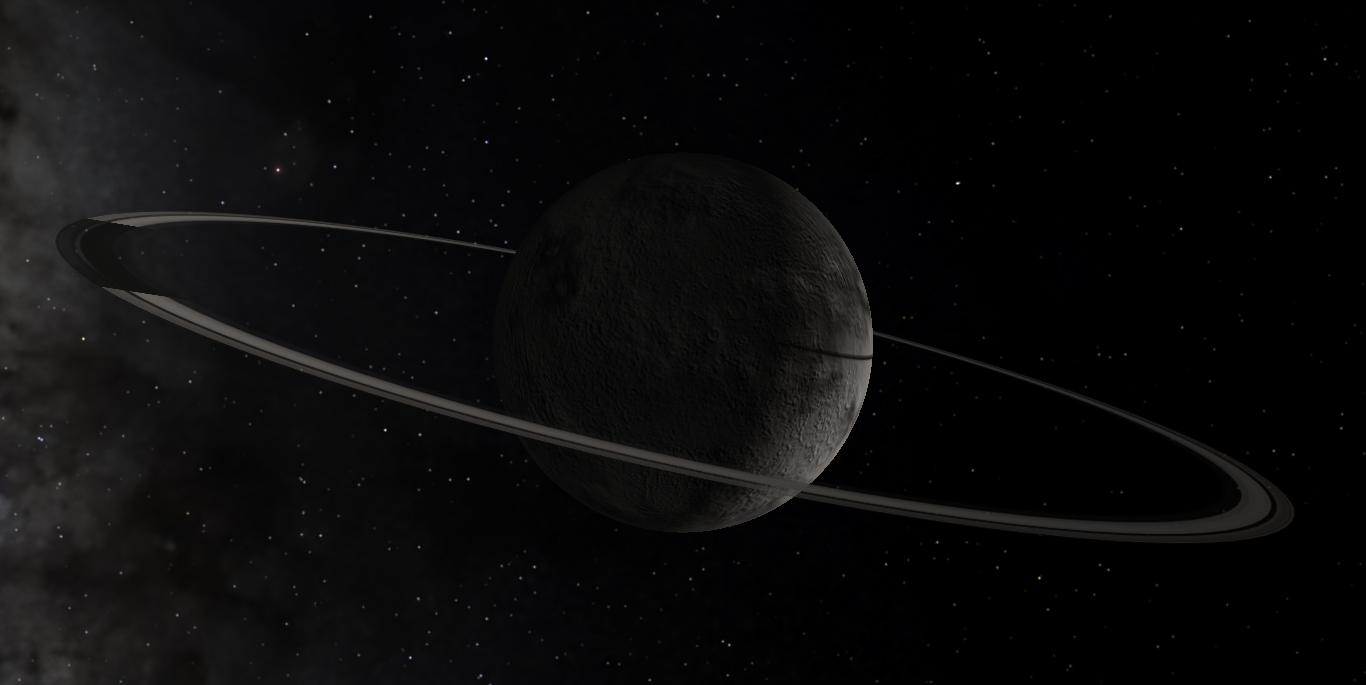
Representação artística de 2060 Quíron e o seu anel.